# Abacoproeces
Abacoproeces és un gènere d'aranyes araneomorfes de la subfamília Erigoninae, dins de la família Linyphiidae. Es troba en la zona paleàrtica.
Va ser descrita per primera vegada per Eugène Louis Simon l'any 1884.

## Llista d'espècies
Segons The World Spider Catalog 12.0:
- Abacoproeces molestus (Thaler, 1973) Es originària d'Àustria.[4]
- Abacoproeces saltuum (L. Koch, 1872) Es pot trobar de centre-Europa a la Sibèria.[4]